# 中華多指瓷蟹
中華多指瓷蟹（学名：Polyonyx sinensis）为瓷蟹科多指瓷蟹屬下的一个种。其种加词“sinensis”意为“中华的”。